# 25933 Ruoyijiang
25933 Ruoyijiang è un asteroide della fascia principale. Scoperto nel 2001, presenta un'orbita caratterizzata da un semiasse maggiore pari a 2,9146433 UA e da un'eccentricità di 0,0882480, inclinata di 2,14346° rispetto all'eclittica.